# Saison 3 de New Girl
Chronologie
Saison 2 Saison 4
La troisième saison de New Girl, série télévisée américaine, est constituée de vingt-trois épisodes et a été diffusée du 17 septembre 2013 au 6 mai 2014 sur Fox, aux États-Unis.

## Synopsis
Après des déboires amoureux, une jeune femme va s'installer à Los Angeles en colocation avec trois hommes.

## Distribution

### Acteurs principaux
- Zooey Deschanel (VF : Barbara Beretta) : Jessica « Jess » Day
- Jake Johnson (VF : Nicolas Beaucaire) : Nick Miller
- Max Greenfield (VF : Sébastien Desjours) : Schmidt
- Lamorne Morris (VF : Raphaël Cohen) : Winston Bishop
- Hannah Simone (VF : Fily Keita) : Cecilia « Cece » Parekh

### Acteurs récurrents
- Damon Wayans Jr. (VF : Julien Chatelet) : Coach (17 épisodes)
- Curtis Armstrong (VF : Michel Mella) : le principal Foster (5 épisodes)
- Jessica Chaffin (en) (VF : Isabelle Miller) : Bertie (4 épisodes - récurrence à travers les saisons)
- Brian Posehn (VF : Régis Ivanov) : le professeur de biologie (4 épisodes - récurrence à travers les saisons)
- Merritt Wever (VF : Catherine Desplaces) : Elizabeth (3 épisodes - récurrence à travers deux saisons)
- Jamie Lee Curtis (VF : Véronique Augereau) : Joan, la mère de Jess (3 épisodes - récurrence à travers les saisons)

### Invités
- Drew Butler (VF : Michel Voletti) : le garde-frontière (épisode 1)
- Angela Kinsey (VF : Josy Bernard) : Rose, collègue de Jess (épisodes 2, 13 et 22)
- Dreama Walker (VF : Pamela Ravassard) : Molly (épisode 2)
- Eva Amurri (VF : Edwige Lemoine) : Beth (épisode 2)
- Brenda Song (VF : Julie Turin) : Daisy (épisode 2)
- Mark Proksch (VF : Charles Borg) : Dan (épisode 2)
- Riki Lindhome (VF : Christèle Billault) : Kylie (épisode 4)
- Jon Lovitz (VF : Michel Voletti) : le rabbin Feiglin (épisodes 5 et 16)
- Derek Waters (VF : Cyril Artaux) : Mike (épisode 5)
- Jillian Armenante : Eileen (épisode 5)
- Steve Agee (VF : Martin Brieuc) : Outside Dave (épisodes 5, 8, 13 et 16)
- Taye Diggs (VF : Bruno Dubernat) : Artie (épisode 7)
- Justin Chon : Brian (épisode 7)
- Gillian Vigman (VF : Marie Zidi) : Kim (épisode 12)
- Bob Gunton (VF : Michel Paulin) : Ed (épisode 12)
- Ben Falcone (VF : Cyrille Artaux) : Mike (épisodes 13 et 19)
- Rob Reiner (VF : Richard Leblond) : Bob, le père de Jess (épisode 13)
- Josh Gad : Bearclaw (épisode 13)
- June Diane Raphael (VF : Olivia Dutron) : Sadie (épisodes 13 et 20)
- Prince (VF : Sylvain Agaësse) : lui-même[1] (épisode 14)
- Alessandra Ambrosio, Ana Beatriz Barros et Lais Ribeiro : elles-mêmes, invitées à la soirée de Prince (épisode 14)
- Adam Brody (VF : Donald Reignoux) : Berkley (épisode 15)
- Mary Elizabeth Ellis (VF : Flora Kaprielian) : Caroline (épisode 15)
- Tiffany Haddish (VF : Laura Zichy) : Leslie (épisode 15)
- Linda Cardellini (VF : Pascale Chemin) : Abby, la sœur de Jess (épisodes 16 à 18)
- Allyn Rachel (en) (VF : Caroline Victoria) : Rachael (épisode 16)
- Bunny Levine (VF : Laura Zichy) : Shirley (épisode 16)
- Jack Laufer (VF : Richard Leblond) : le courtier (épisode 17)
- Ashley Wood : Steph (épisode 17)
- Rodney To (VF : Vincent de Bouard) : le manager du club (épisode 17)
- Gwen Van Dam (VF : Julie Carli) : la responsable du musée (épisode 17)
- James Frecheville (VF : Thibaut Belfodil) : Buster (épisodes 19 et 20)
- Matt Price : l'avocat Bill Berklan (épisode 19)
- Lauri Johnson (VF : Julie Carli) : la sténographe (épisode 19)
- Alexandra Daddario (VF : Caroline Victoria) : Michelle (épisode 20)
- Stevie Nelson : Laurie (épisode 20)
- Kerri Kenney-Silver (VF : Véronique Augereau) : le capitaine Jan Nortis[2] (épisode 23)
- Oscar Nuñez : Doug[2] (épisode 23)
- Jessica Gardner (VF : Caroline Victoria) : la prof de Yoga (épisode 20)
- Gabriela Fresquez : l'employée du bateau (épisode 23)

## Production
Le 4 mars 2013, la série a été renouvelée pour une troisième saison.
En mai 2013, lors du dévoilement de la programmation 2013-2014, le président de la Fox a annoncé qu'un épisode spécial de la série sera diffusé le dimanche soir après le Super Bowl XLVIII, le 2 février 2014.

### Casting
Initialement vu dans le pilote, Damon Wayans Jr. reprend son rôle pour initialement quatre épisodes, mais finalement pour le reste de la saison.
Merritt Wever reprend son rôle d'Elizabeth pour au moins deux épisodes, voire plus, alors qu'Eva Amurri reprend son rôle de Beth, vue dans la première saison.
Angela Kinsey et Dreama Walker décrochent un rôle le temps d'un épisode ou plus.
En septembre 2013, Taye Diggs décroche un rôle le temps d'un épisode ou plus.
En octobre 2013, Jessica Chaffin (en) décroche un rôle le temps d'un épisode ou plus.
En novembre 2013, le Hollywood Reporter confirme le retour de Jamie Lee Curtis, Rob Reiner, Angela Kinsey et Jessica Chaffin (en) alors que Ben Falcone et Adam Brody décrochent un rôle récurrent.
En décembre 2013, Linda Cardellini décroche le rôle de la sœur de Jess.
En février 2014, Alexandra Daddario décroche le rôle d'une nouvelle locataire du building.

### Diffusions
La saison est diffusée en simultané depuis le 17 septembre 2013 sur Fox aux États-Unis et sur Citytv, au Canada.
La diffusion francophone va se dérouler ainsi :
En Suisse, la saison a été diffusée du 22 juin 2014 au 31 août 2014 sur RTS Un.
En France, la saison a été diffusée du 14 octobre 2014 au 4 novembre 2014 sur TF6 puis depuis le 6 février 2015 sur M6.

## Liste des épisodes

### Épisode 1:Tapis!
- États-Unis /  Canada : 17 septembre 2013 sur Fox[16] / Citytv
- Suisse : 22 juin 2014 sur RTS Un[17]
- France :
  - 14 octobre 2014 sur TF6[18]
  - 6 février 2015 sur M6[19]
- Québec : 7 janvier 2016 sur VRAK

- États-Unis : 5,53 millions de téléspectateurs[20] (première diffusion)

- Hemky Madera (Gabriel, le garde de sécurité)

Jess et Nick vivent leur premiers moments de couple à Mexico car ils n'osent pas rentrer chez eux pour affronter Schmidt et Winston.

### Épisode 2:Le Chat et la Souris
- États-Unis /  Canada : 24 septembre 2013 sur Fox / Citytv
- Suisse : 22 juin 2014 sur RTS Un
- France :
  - 14 octobre 2014 sur TF6
  - 6 février 2015 sur M6
- Québec : 14 janvier 2016 sur VRAK

- États-Unis : 4,04 millions de téléspectateurs[21] (première diffusion)
- Canada : 332 000 téléspectateurs[22] (première diffusion)

- Dreama Walker (Molly)
- Angela Kinsey (Rose)
- Eva Amurri (Beth)
- Brenda Song (Daisy)
- Emily Ratajkowski (Kiki)
- Mark Proksch (Dan)

Avec l'aide de Nick, Jess essaie de s'intégrer dans un groupe d'enseignants populaires : Molly, Rose et Dan. Elle tente de se faufiler chez leur principal pour essayer le bain à remous.
Schmidt doit faire face à Cece et Elizabeth, alors qu'il sort encore avec toutes les deux. Lors d'une soirée à son travail, il s'y rend seul, mais Cece et Elizabeth décident de le rejoindre. Schmidt doit faire face avec sa collègue Beth qui essaye de saboter les choses pour lui.

### Épisode 3:Le Polybigame
- États-Unis /  Canada : 1er octobre 2013 sur Fox / Citytv
- Suisse : 29 juin 2014 sur RTS Un
- France :
  - 14 octobre 2014 sur TF6
  - 13 février 2015 sur M6
- Québec : 21 janvier 2016 sur VRAK

- États-Unis : 3,85 millions de téléspectateurs[23] (première diffusion)

- Alice Wetterlund (l'hôtesse)
- Tyler Languedon (le touriste)

Nick, Jess, Cece et Schmidt décident d'aller à un double rendez-vous. Winston se sentant délaissé leur demande de les accompagner et prend la responsabilité de réserver une table dans un restaurant huppé.
Cece pense que Schmidt se drogue. Elle demande à Nick et Jess de parler à Schmidt pour découvrir ce qu'il se passe.
Nick découvre ce que cache Schmidt. Du coup, Nick ne parvient plus à mentir à Jess et le lui raconte. Jess n'accepte pas ce que Schmidt fait subir à sa meilleure amie Cece. Elle lui pose l'ultimatum : tout raconter à Cece ou elle s'en charge.

### Épisode 4:Le Capitaine
- États-Unis /  Canada : 8 octobre 2013 sur Fox / Citytv
- Suisse : 29 juin 2014 sur RTS Un
- France :
  - 14 octobre 2014 sur TF6
  - 13 février 2015 sur M6
- Québec : 28 janvier 2016 sur VRAK

- États-Unis : 3,96 millions de téléspectateurs[24] (première diffusion)

- Riki Lindhome (Kylie)

Schmidt tient Jess et Nick pour responsable de ses problèmes sentimentaux, il essaie donc de les faire rompre pour se venger. Il va alors s'immiscer dans leur vie sexuelle.

### Épisode 5:Le Nombril du monde
- États-Unis /  Canada : 15 octobre 2013 sur Fox / Citytv
- Suisse : 6 juillet 2014 sur RTS Un
- France :
  - 14 octobre 2014 sur TF6
  - 20 février 2015 sur M6
- Québec : 4 février 2016 sur VRAK

- États-Unis : 3,45 millions de téléspectateurs[25] (première diffusion)

- Jon Lovitz (Rabbi Feiglin)
- Steve Agee (Outside Dave)
- James Wellington (Gordon)
- Derek Waters (Mike, le messager)
- Kimrie Lewis-Davis (Keysha)
- Jillian Armenante (Eileen)

Nick a reçu un gros héritage de 8 000 dollars de son père mais, au lieu de le dépenser intelligemment pour payer ses factures, il le dépense en futilités ce que Jess ne cautionne pas.

### Épisode 6:Michael Keaton
- États-Unis /  Canada : 22 octobre 2013 sur Fox / Citytv
- Suisse : 6 juillet 2014 sur RTS Un
- France :
  - 21 octobre 2014 sur TF6
  - 20 février 2015 sur M6
- Québec : 11 février 2016 sur VRAK

- États-Unis : 3,74 millions de téléspectateurs[26] (première diffusion)

- Rebecca Reid (Nadia)
- Marty Quinn (Guy)
- Barbara Kerford (Mme Schmidt)
- Samuel Gilbert (Schmidt jeune)
- Emerson Min (Trick-Or-Treater)
- Ethan Munck (l'enfant fantôme)

Jess invite Cece à sa fête d'Halloween pour qu'elle se change les idées, cette dernière accepte seulement à la condition que Schmidt ne soit pas là.

### Épisode 7:Coach
- États-Unis /  Canada : 5 novembre 2013 sur Fox / Citytv
- Suisse : 13 juillet 2014 sur RTS Deux
- France :
  - 21 octobre 2014 sur TF6
  - 27 février 2015 sur M6
- Québec : 18 février 2016 sur VRAK

- États-Unis : 3,85 millions de téléspectateurs[27] (première diffusion)

- Taye Diggs (Artie)

Coach, l'ancien colocataire des garçons, est de retour après avoir rompu avec sa petite amie. Il propose une sortie en club de striptease aux garçons mais cela crée des tensions entre Jess et Nick.

### Épisode 8:Hachés menus
- États-Unis /  Canada : 12 novembre 2013 sur Fox / Citytv
- Suisse : 13 juillet 2014 sur RTS Deux
- France :
  - 21 octobre 2014 sur TF6
  - 27 février 2015 sur M6
- Québec : 25 février 2016 sur VRAK

- États-Unis : 3,36 millions de téléspectateurs[28] (première diffusion)

- Justin Chon (Brian)
- Steve Agee (Outside Dave)

Nick a découvert un nouveau restaurant chinois et passe ses journées à se gaver. Coach lui propose alors un entrainement sportif intensif pour éliminer les calories.

### Épisode 9:Le Bal des célibataires
- États-Unis /  Canada : 19 novembre 2013 sur Fox / Citytv
- Suisse : 20 juillet 2014 sur RTS Un
- France :
  - 21 octobre 2014 sur TF6
  - 6 mars 2015 sur M6
- Québec : 3 mars 2016 sur VRAK

- États-Unis : 3,26 millions de téléspectateurs[29] (première diffusion)

- Jessica Chaffin (en) (Bertie)

Winston décide de sortir pour rencontrer quelques filles, il demande donc à Nick de garder Fergusson.
Coach, lui, a invité Cece à sortir ce qui perturbe fortement Schmidt.

### Épisode 10:Into the Wild
- États-Unis /  Canada : 26 novembre 2013 sur Fox / Citytv
- Suisse : 20 juillet 2014 sur RTS Un
- France :
  - 21 octobre 2014 sur TF6
  - 6 mars 2015 sur M6
- Québec : 10 mars 2016 sur VRAK

- États-Unis : 3,51 millions de téléspectateurs[30] (première diffusion)

Après une remarque de Coach sur son manque de virilité depuis qu'il sort avec Jess, Nick décide que la bande ira fêter Thanksgiving en plein nature. Jess est la seule enthousiaste mais lorsqu'elle découvre que Nick a jeté la nourriture et prévoit de chasser, elle l'est beaucoup moins.

### Épisode 11:Rêves de comptoir
- États-Unis /  Canada : 7 janvier 2014 sur Fox / Citytv
- Suisse : 27 juillet 2014 sur RTS Un
- France :
  - 21 octobre 2014 sur TF6
  - 13 mars 2015 sur M6
- Québec : 17 mars 2016 sur VRAK

- États-Unis : 3,2 millions de téléspectateurs[31] (première diffusion)

- Bart McCarthy (Kevin-97)

### Épisode 12:Pistons vs bulls
- États-Unis /  Canada : 14 janvier 2014 sur Fox / Citytv
- Suisse : 27 juillet 2014 sur RTS Un
- France :
  - 28 octobre 2014 sur TF6
  - 20 mars 2015 sur M6
- Québec : 24 mars 2016 sur VRAK

- États-Unis : 3,24 millions de téléspectateurs[32] (première diffusion)

- Bob Gunton (Ed)
- Gillian Vigman (Kim)

Cela fait deux mois que Coach est revenu et Jess est déçue car elle n'est toujours pas amie avec lui. Pour tenter un énième rapprochement, elle se met à regarder le basket avec lui mais, Coach étant fan des Pistons et Nick des Bulls, cela crée des tensions entre ce dernier et Jess.

### Épisode 13:Joyeux anniversaire Jess
- États-Unis /  Canada : 21 janvier 2014 sur Fox / Citytv
- Suisse : 3 août 2014 sur RTS Un[33]
- France :
  - 28 octobre 2014 sur TF6
  - 3 avril 2015 sur M6
- Québec : 31 mars 2016 sur VRAK

- États-Unis : 3,75 millions de téléspectateurs[34] (première diffusion)

- Jamie Lee Curtis (Joan)
- Rob Reiner (Bob)
- Ben Falcone (Mike)
- Angela Kinsey (Rose)
- Jessica Chaffin (en) (Bertie)
- Steve Agee (Outside Dave)

Nick a organisé une fête surprise pour l’anniversaire de Jess mais elle ne commencera qu'à 19 h et il n'a rien prévu pour occuper Jess le reste de la journée.

### Épisode 14:Une nuit avec Prince
- États-Unis /  Canada : 2 février 2014 sur Fox / Citytv
- Suisse : 3 août 2014 sur RTS Un[33]
- France :
  - 28 octobre 2014 sur TF6
  - 10 avril 2015 sur M6
- Québec : 7 avril 2016 sur VRAK

- États-Unis : 26,3 millions de téléspectateurs[35] (première diffusion)

- Prince (lui-même)
- Alessandra Ambrosio (elle-même)
- Ana Beatriz Barros (elle-même)
- Clayton Kershaw (lui-même)

- Cet épisode a été diffusé juste après le Super Bowl XLVIII[36].

### Épisode 15:Ex et Compagnie
- États-Unis /  Canada : 4 février 2014 sur Fox / Citytv
- Suisse : 10 août 2014 sur RTS Un[37]
- France :
  - 28 octobre 2014 sur TF6
  - 17 avril 2015 sur M6
- Québec : 14 avril 2016 sur VRAK

- États-Unis : 3,48 millions de téléspectateurs[38] (première diffusion)

- Adam Brody (Berkley)
- Mary Elizabeth Ellis (Caroline)
- Jessica Chaffin (en) (Bertie)
- Jenni Melear (Lynn)
- Malea Rose (Sarah)
- Tiffany Haddish (Leslie)

### Épisode 16:Oh Abby Day, première partie
- États-Unis /  Canada : 11 février 2014 sur Fox / Citytv
- Suisse : 10 août 2014 sur RTS Un[37]
- France :
  - 28 octobre 2014 sur TF6
  - 17 avril 2015 sur M6
- Québec : 21 avril 2016 sur VRAK

- États-Unis : 2,97 millions de téléspectateurs[39] (première diffusion)

- Linda Cardellini (Abby)
- Jamie Lee Curtis (Joan)
- Jon Lovitz (Rabbi Feiglin)
- Jessica Chaffin (en) (Bertie)

Schmidt essaie de draguer la fille du rabbin et se rend pour ça à une barmitzvah avec Nick qui est là pour l'aider.

### Épisode 17:Oh Abby Day, deuxième partie
- États-Unis /  Canada : 25 février 2014 sur Fox / Citytv
- Suisse : 17 août 2014 sur RTS Un[40]
- France :
  - 28 octobre 2014 sur TF6
  - 24 avril 2015 sur M6
- Québec : 28 avril 2016 sur VRAK

- États-Unis : 2,84 millions de téléspectateurs[41] (première diffusion)

- Linda Cardellini (Abby)

Jess cherche un appartement pour Abby, car elle ne veut pas que celle-ci emménage au loft, et demande pendant ce temps à Nick de la surveiller. Mais Abby comprend qu'il se passe quelque chose et force Nick à lui dire.

### Épisode 18:Oh Abby Day, troisième partie
- États-Unis /  Canada : 4 mars 2014 sur Fox / Citytv
- Suisse : 17 août 2014 sur RTS Un[40]
- France :
  - 4 novembre 2014 sur TF6
  - 24 avril 2015 sur M6
- Québec : 5 mai 2016 sur VRAK

- États-Unis : 2,93 millions de téléspectateurs[42] (première diffusion)

- Linda Cardellini (Abby)

Nick et Jess décident d’emménager dans la même chambre mais très vite, ils manquent d'intimité.

### Épisode 19:Un avocat pas très mûr
- États-Unis /  Canada : 11 mars 2014 sur Fox / Citytv
- Suisse : 24 août 2014 sur RTS Un[43]
- France :
  - 4 novembre 2014 sur TF6
  - 1er mai 2015 sur M6
- Québec : 12 mai 2016 sur VRAK

- États-Unis : 2,48 millions de téléspectateurs[44] (première diffusion)

- Ben Falcone (Mike)
- James Frecheville (Buster)
- Matt Price (Bill Berland)
- Rob Kerkovich (Tim)
- Lauri Johnson (Stenographer)

Coach devient le nouvel entraîneur du lycée où travaille Jess. 

### Épisode 20:Lendemain de cuite
- États-Unis /  Canada : 25 mars 2014 sur Fox / Citytv
- Suisse : 24 août 2014 sur RTS Un[43]
- France :
  - 4 novembre 2014 sur TF6
  - 1er mai 2015 sur M6
- Québec : 19 mai 2016 sur VRAK

- États-Unis : 2,49 millions de téléspectateurs[45] (première diffusion)

- Alexandra Daddario (Michelle)
- June Diane Raphael (Sadie)
- James Frecheville (Buster)
- Stevie Nelson (Laurie)

Victimes d'une énorme gueule de bois, Jess et Nick doivent construire un jouet pour enfant avant de se rendre à un baptême. Ils se mettent alors à parler de leur futur et réalisent qu'ils n'ont pas du tout les mêmes projets.

### Épisode 21:Grande Nouvelle
- États-Unis /  Canada : 15 avril 2014 sur Fox / Citytv
- Suisse : 31 août 2014 sur RTS Un[46]
- France :
  - 4 novembre 2014 sur TF6
  - 8 mai 2015 sur M6
- Québec : 26 mai 2016 sur VRAK

- États-Unis : 2,19 millions de téléspectateurs[47] (première diffusion)

- Jamie Lee Curtis (Joan)

### Épisode 22:L'amour dure toujours
- États-Unis /  Canada : 29 avril 2014 sur Fox / Citytv
- Suisse : 31 août 2014 sur RTS Un[46]
- France :
  - 4 novembre 2014 sur TF6
  - 15 mai 2015 sur M6
- Québec : 2 juin 2016 sur VRAK

- États-Unis : 2,2 millions de téléspectateurs[48] (première diffusion)

- Angela Kinsey (Rose)
- Clint Culp (Gary the Janitor)
- Mary-Charles Jones (Wendy)
- Mason Cook (Tommy)

### Épisode 23:La Croisière
- États-Unis /  Canada : 6 mai 2014 sur Fox[49] / Citytv
- Suisse : 31 août 2014 sur RTS Un[46]
- France :
  - 4 novembre 2014 sur TF6
  - 15 mai 2015 sur M6
- Québec : 9 juin 2016 sur VRAK

- États-Unis : 2,4 millions de téléspectateurs[50] (première diffusion)

- Kerri Kenney-Silver (capitaine Jan Nortis)
- Oscar Nuñez (Cruise Director Doug)